# Campionat del Món de motociclisme de 1986
La temporada de 1986 del Campionat del món de motociclisme fou la 38a edició d'aquest campionat, organitzat per la FIM. Aquella fou l'última temporada en què de la categoria reina només se'n van córrer curses a Europa, cosa que no es va repetir fins al 2020 a causa de la pandèmia de COVID-19. Per als campionats de 125cc i 80cc es va programar una prova puntuable addicional de posttemporada a Hockenheimring que es va anomenar Gran Premi de Baden-Württemberg.
Ángel Nieto va anunciar la seva retirada després de vint-i-tres anys als Grans Premis. L'espanyol va continuar sent competitiu fins al final i va obtenir un segon lloc als 125cc a Itàlia i un altre segon als 80cc a Espanya. Les seves 90 victòries en Gran Premi el situaven en aquell moment en segon lloc a la llista dels pilots més victoriosos, superat només per Giacomo Agostini.

## Resum de la temporada
Després de dominar la temporada de 1985, el futur semblava brillant per a Freddie Spencer (Honda). Tanmateix, un cop va començar la temporada, l'americà va començar a patir la síndrome del túnel carpià. Spencer no tornaria a guanyar cap altre Gran Premi després de la seva espectacular temporada de 1985. El títol del 1986 fou per a Eddie Lawson (Yamaha), que aconseguia així el seu segon campionat a la categoria reina. L'australià Wayne Gardner, subcampió, va passar a ser el pilot principal d'Honda. Randy Mamola, que corria per al recentment format equip Kenny Roberts-Yamaha, va continuar aconseguint bons resultats i va acabar tercer al mundial.
Als 250cc, el veneçolà Carlos Lavado va aconseguir el seu segon campionat amb la Yamaha amb una contundent actuació. Sito Pons, subcampió amb l'Honda, obtenia la millor classificació en aquesta categoria per a un català fins aquell moment.
Els companys d'equip de Garelli Fausto Gresini i Luca Cadalora van lluitar pel títol de 125cc, aconseguint cadascun quatre victòries, i el campió fou Cadalora. El valencià Jorge Martínez "Aspar" va posar fi a la ratxa de quatre campionats de Stefan Dörflinger en guanyar el de 80cc amb la Derbi, situant la marca catalana al capdavant d'un mundial per primer cop des del 1972.

## Campions del món
Pilots
| 80cc           | 125cc         | 250cc         | 500cc        |
| -------------- | ------------- | ------------- | ------------ |
| Jorge Martínez | Luca Cadalora | Carlos Lavado | Eddie Lawson |

Constructors
| 80cc  | 125cc   | 250cc | 500cc  |
| ----- | ------- | ----- | ------ |
| Derbi | Garelli | Honda | Yamaha |

Sidecars
| Pilot / Passatger                   | Constructor |
| ----------------------------------- | ----------- |
| Egbert Streuer / Bernard Schnieders | Yamaha      |

## Grans Premis

### Sistema de puntuació
Barem de puntuació de 1969 a 1987:
| Posició | 1  | 2  | 3  | 4 | 5 | 6 | 7 | 8 | 9 | 10 |
| Punts   | 15 | 12 | 10 | 8 | 6 | 5 | 4 | 3 | 2 | 1  |

### Calendari
| Cursa | Data           | Gran Premi                      | Circuit           |
| ----- | -------------- | ------------------------------- | ----------------- |
| 1     | 4 de maig      | Gran Premi d'Espanya            | Jarama            |
| 2     | 18 de maig     | Gran Premi de les Nacions       | Monza             |
| 3     | 25 de maig     | Gran Premi d'Alemanya           | Nürburgring       |
| 4     | 8 de juny      | Gran Premi d'Àustria            | Salzburgring      |
| 5     | 15 de juny     | Gran Premi de Iugoslàvia        | Rijeka            |
| 6     | 28 de juny     | Dutch TT                        | Assen             |
| 7     | 6 de juliol    | Gran Premi de Bèlgica           | Spa-Francorchamps |
| 8     | 20 de juliol   | Gran Premi de França            | Le Mans           |
| 9     | 3 d'agost      | Gran Premi de Gran Bretanya     | Silverstone       |
| 10    | 9 d'agost      | Gran Premi de Suècia            | Anderstorp        |
| 11    | 24 d'agost     | Gran Premi de San Marino        | Misano            |
| 12    | 28 de setembre | Gran Premi de Baden-Württemberg | Hockenheimring    |

### Guanyadors
| Cursa | Gran Premi              | 80cc               | 125cc              | 250cc            | 500cc         | Resultats |
| ----- | ----------------------- | ------------------ | ------------------ | ---------------- | ------------- | --------- |
| 1     | GP d'Espanya            | Jorge Martínez     | Fausto Gresini     | Carlos Lavado    | Wayne Gardner | Resultat  |
| 2     | GP de les Nacions       | Stefan Dörflinger  | Fausto Gresini     | Anton Mang       | Eddie Lawson  | Resultat  |
| 3     | GP d'Alemanya           | Manuel Herreros    | Luca Cadalora      | Carlos Lavado    | Eddie Lawson  | Resultat  |
| 4     | GP d'Àustria            | Jorge Martínez     | Luca Cadalora      | Carlos Lavado    | Eddie Lawson  | Resultat  |
| 5     | GP de Iugoslàvia        | Jorge Martínez     |                    | Sito Pons        | Eddie Lawson  | Resultat  |
| 6     | Dutch TT                | Jorge Martínez     | Luca Cadalora      | Carlos Lavado    | Wayne Gardner | Resultat  |
| 7     | GP de Bèlgica           |                    | Domenico Brigaglia | Sito Pons        | Randy Mamola  | Resultat  |
| 8     | GP de França            |                    | Luca Cadalora      | Carlos Lavado    | Eddie Lawson  | Resultat  |
| 9     | GP de Gran Bretanya     | Ian McConnachie    | August Auinger     | Dominique Sarron | Wayne Gardner | Resultat  |
| 10    | GP de Suècia            |                    | Fausto Gresini     | Carlos Lavado    | Eddie Lawson  | Resultat  |
| 11    | GP de San Marino        | Pier Paolo Bianchi | August Auinger     | Tadahiko Taira   | Eddie Lawson  | Resultat  |
| 12    | GP de Baden-Württemberg | Gerhard Waibel     | Fausto Gresini     |                  |               | Resultat  |

## Galeria

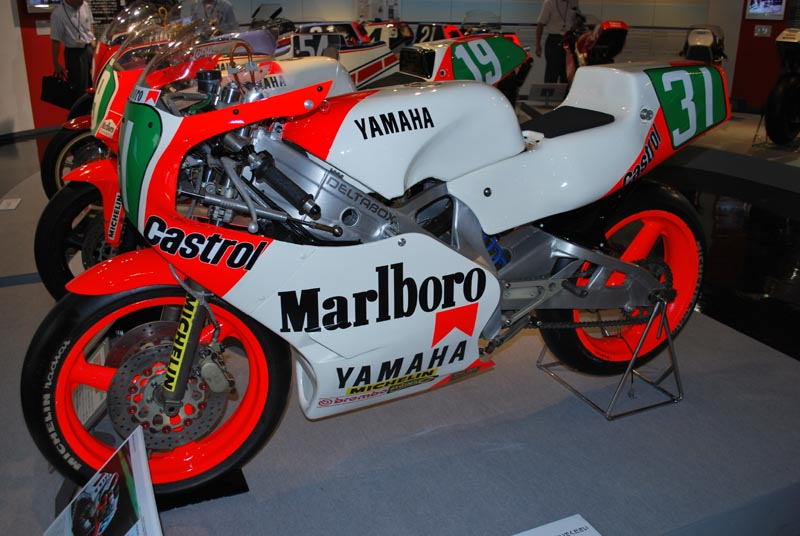
La Yamaha YZR250 que pilotà Tadahiko Taira als 250cc
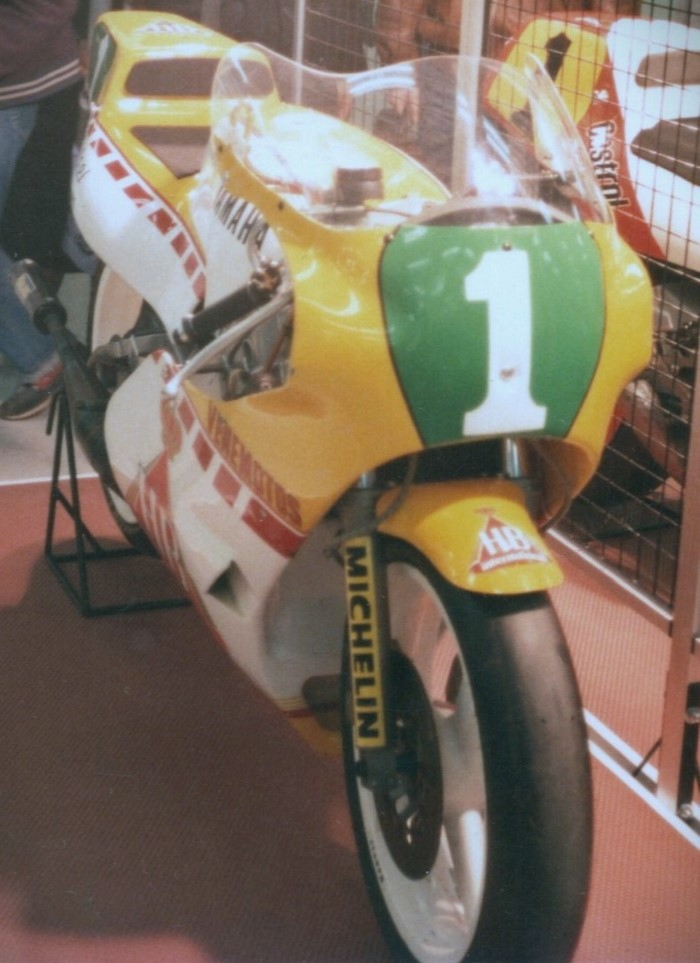
La YZR250 campiona de 250cc amb Lavado
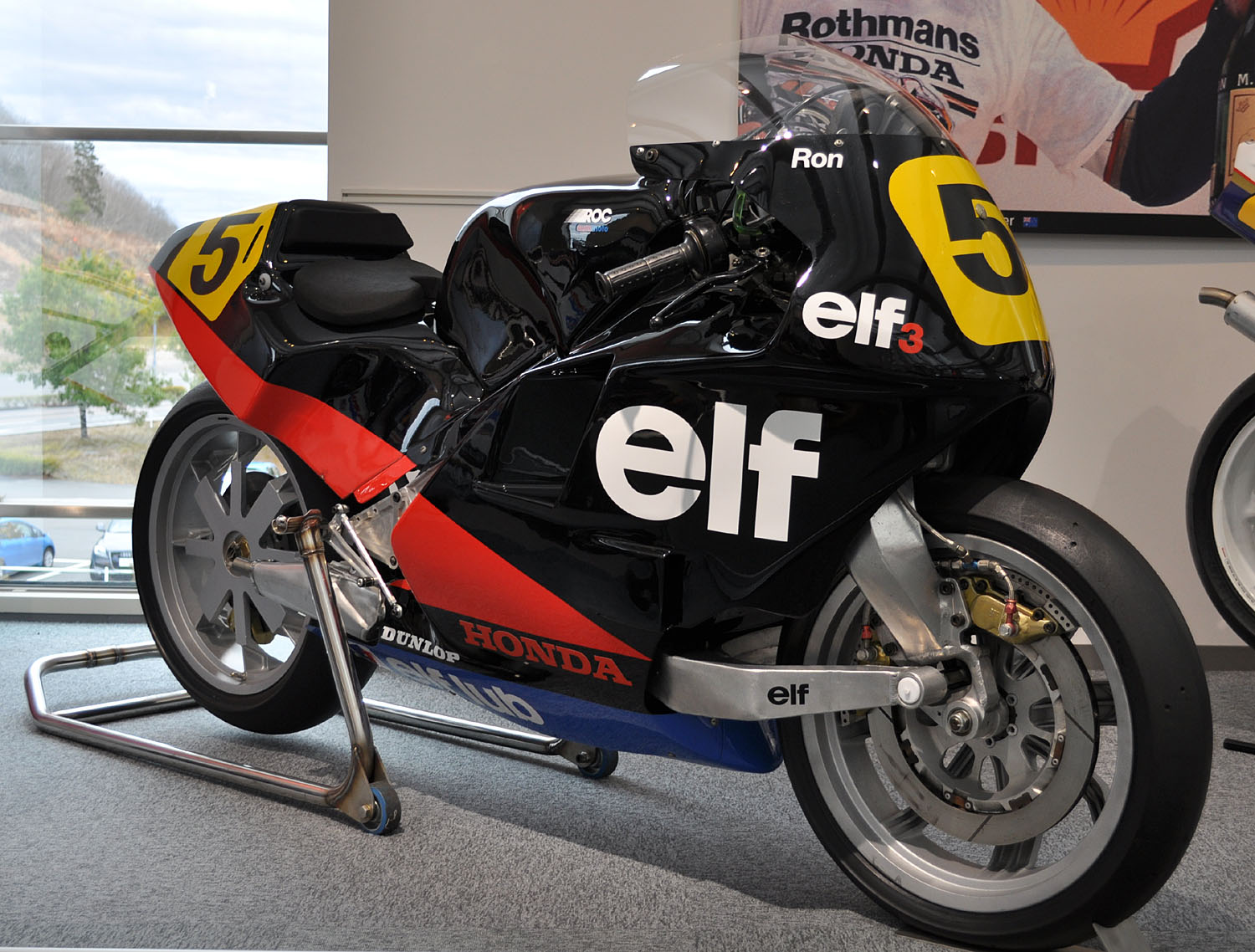
L'Elf 3 que pilotà Ron Haslam als 500cc

## Classificació dels pilots

### 500 cc
| Pos | Pilot                | Moto              | ESP · | NAT · | GER · | AUT · | YUG · | NED · | BEL · | FRA · | GBR · | SWE · | SM · | Pts |
| --- | -------------------- | ----------------- | ----- | ----- | ----- | ----- | ----- | ----- | ----- | ----- | ----- | ----- | ---- | --- |
| 1   | Eddie Lawson         | Yamaha            | 2     | 1     | 1     | 1     | 1     | Ret   | 2     | 1     | 3     | 1     | 1    | 139 |
| 2   | Wayne Gardner        | Honda             | 1     | 16    | 2     | 2     | 3     | 1     | 4     | 5     | 1     | 2     | 2    | 117 |
| 3   | Randy Mamola         | Yamaha            | 4     | 2     | 6     | 3     | 2     | 2     | 1     | 2     | 5     | 8     | 3    | 105 |
| 4   | Mike Baldwin         | Yamaha            | 3     | 3     | 3     | 5     | 5     | 3     | Ret   | 4     | 18    | 3     | 4    | 78  |
| 5   | Bob McElenea         | Yamaha            | 7     | Ret   | 4     | 6     | 4     | 4     | 5     | 6     | 4     | 4     | Ret  | 60  |
| 6   | Cristian Sarron      | Yamaha            | 5     | 4     | Ret   | 4     | 6     | 5     | 3     | 3     | Ret   |       | 6    | 58  |
| 7   | Didier de Radiguès   | Honda             | Ret   | 5     | 5     | Ret   | NVC   | 9     | 7     | 8     | 2     | 6     | 7    | 42  |
| 8   | Raymond Roche        | Honda             | 6     | Ret   | 7     | Ret   | 7     | 6     | Ret   | Ret   | 6     | 5     | 5    | 35  |
| 9   | Ron Haslam           | Elf-Honda         | 10    | Ret   | 8     | Ret   | Ret   | 7     | Ret   | 7     | 9     | 9     | 9    | 18  |
| 10  | Pierfrancesco Chili  | Suzuki            | 14    | 7     | 16    | 9     | Ret   |       | 6     | Ret   | NVC   |       |      | 11  |
| 11  | Niall Mackenzie      | Suzuki            |       |       |       |       |       |       |       |       | 7     | 7     | 8    | 11  |
| 12  | Boet van Dulmen      | Honda             | 15    | 6     | 13    | 10    | 13    | 12    | 9     | 14    | 12    | 13    | 18   | 8   |
| 13  | Shunji Yatsushiro    | Honda             |       |       |       | 7     | 8     | Ret   |       |       | Ret   | 14    | 11   | 7   |
| 14  | Fabio Biliotti       | Honda             | 9     | 8     | 14    | 11    | Ret   |       | Ret   | 13    | Ret   | Ret   | Ret  | 5   |
| 15  | Gustav Reiner        | Bakker-Honda      | Ret   |       | 9     | 8     | NVC   | Ret   |       | NVC   |       |       |      | 5   |
| 16  | Dave Petersen        | Suzuki            | 12    | 11    | 10    | 12    | 9     | Ret   |       | 9     | NVC   |       | Ret  | 5   |
| 17  | Joan Garriga         | Cagiva            | 8     | Ret   | Ret   | Ret   | 12    | 10    | Ret   | 20    | Ret   |       | Ret  | 4   |
| 18  | Paul Lewis           | Suzuki            | 11    | 9     | 12    | 14    | 10    | Ret   | Ret   | 10    | NVC   |       | Ret  | 4   |
| 19  | Roger Burnett        | Honda             |       | Ret   |       |       |       | 8     | Ret   |       | 11    |       |      | 3   |
| 20  | Mile Pajic           | Honda             |       |       | Ret   | 18    | 18    | 16    | 8     | 16    | Ret   | 21    | 23   | 3   |
| 21  | Kenny Irons          | Yamaha            |       |       |       |       |       | Ret   |       |       | 8     |       |      | 3   |
| 22  | Wolfgang von Muralt  | Bakker-Suzuki     | NVC   | Ret   | 17    | 15    | 11    | 13    | 11    | 11    | 10    | 10    | 13   | 2   |
| 23  | Kevin Schwantz       | Suzuki            |       |       |       |       |       | Ret   | 10    |       |       |       | 10   | 2   |
| 24  | Marco Papa           | Honda             |       | 10    |       |       | 16    | 18    |       |       |       | NVC   |      | 1   |
| 25  | Marco Gentile        | Fior-Honda        | 19    | Ret   | Ret   | Ret   | 15    | 11    | Ret   | 12    | Ret   | 11    | Ret  | 0   |
| 26  | Manfred Fischer      | Honda             | 18    | 14    | 11    | 13    | Ret   | 17    | Ret   | Ret   | 19    | 16    | 19   | 0   |
| 27  | Peter Sköld          | Bakker-Honda      | 16    | 12    |       | Ret   |       | Ret   | 14    |       |       | Ret   |      | 0   |
| 28  | Peter Lindén         | Honda             | Ret   | 17    |       | Ret   |       | Ret   |       |       |       | 12    |      | 0   |
| 29  | Leandro Becheroni    | Suzuki / Honda    | Ret   | Ret   |       | 20    | 24    |       | Ret   | Ret   |       |       | 12   | 0   |
| 30  | Mark Phillips        | Suzuki            |       |       |       |       |       | Ret   | 12    |       |       | Ret   |      | 0   |
| 31  | Henk van der Mark    | Honda             | 13    | 13    | 15    | 17    | Ret   |       |       | NVC   | 15    | 17    | NQ   | 0   |
| 32  | Masaru Mizutani      | Suzuki            |       |       |       |       |       | 14    | 13    |       |       |       |      | 0   |
| 33  | Ray Swann            | Suzuki            |       |       |       |       |       | Ret   |       |       | 13    |       |      | 0   |
| 34  | Eero Hyvärinen       | Honda             |       | NQ    | Ret   | 21    | 14    | 19    | Ret   |       |       | 19    | 22   | 0   |
| 35  | Maerten Duyzers      | Suzuki            |       |       | 22    |       | 23    | Ret   | Ret   |       | 14    | 22    |      | 0   |
| 36  | Vittorio Gibertini   | Cagiva            |       |       |       |       |       |       |       |       |       |       | 14   | 0   |
| 37  | Christian le Liard   | Elf-Honda / Honda |       |       |       |       |       |       |       | 15    | Ret   | Ret   | 15   | 0   |
| 38  | Simon Buckmaster     | Honda             | 17    | Ret   | 18    | 19    | NVC   | 15    | Ret   | 17    | Ret   | 18    | Ret  | 0   |
| 39  | Georg-Robert Jung    | Honda             |       | Ret   | 21    | 22    | 19    |       | 15    |       |       |       |      | 0   |
| 40  | Karl Truchsess       | Honda             |       | 15    | NVC   |       |       | Ret   |       |       |       |       | 20   | 0   |
| 41  | Paul Iddon           | Suzuki            |       |       |       |       |       |       |       |       |       | 15    |      | 0   |
| 42  | Andreas Leuthe       | Honda             | 20    | Ret   | 24    | NVC   | 20    | NQ    | Ret   |       |       |       | 16   | 0   |
| 43  | Gary Lingham         | Suzuki            |       |       |       |       |       |       | 16    |       | Ret   |       |      | 0   |
| =   | Freddie Spencer      | Honda             | Ret   |       |       | 16    |       |       |       |       |       |       |      | 0   |
| 45  | Glen Williams        | Suzuki            |       |       |       |       |       |       |       |       | 16    |       |      | 0   |
| 46  | Fabio Barchitta      | Honda             |       |       |       |       | 17    |       |       |       |       |       | 17   | 0   |
| 47  | Dave Griffith        | Suzuki            |       | NQ    |       |       |       | NQ    | 18    |       | 17    |       |      | 0   |
| 48  | Paul Ramon           | Suzuki            |       |       |       |       |       |       | 17    |       |       | 24    |      | 0   |
| 49  | Rob Punt             | Honda             |       | 18    | 20    |       |       | 20    |       |       |       |       |      | 0   |
| 50  | Alessandro Valesi    | Honda             |       | Ret   |       |       |       |       | Ret   | 18    |       |       | Ret  | 0   |
| 51  | Dietmar Mayer        | Honda             | 21    |       | 26    | 23    |       | 22    |       | 19    |       | Ret   |      | 0   |
| 52  | Marco Marchesani     | Suzuki            |       | 19    |       |       | 21    |       |       |       |       |       | Ret  | 0   |
| 53  | Gerold Fischer       | Honda             |       |       | 19    |       |       |       |       |       |       |       |      | 0   |
| 54  | Alan Jeffery         | Suzuki            |       |       |       |       |       |       |       |       | 22    | 20    |      | 0   |
| 55  | Barry Woodland       | Suzuki            |       |       |       |       |       |       |       |       | 20    |       |      | 0   |
| 56  | Esko Kuparinen       | Honda             |       |       |       |       |       | 21    |       |       |       | 23    |      | 0   |
| 57  | Vinicio Bogani       | Suzuki / Honda    |       | Ret   |       |       |       |       |       |       |       |       | 21   | 0   |
| 58  | Steve Manley         | Suzuki            |       |       |       |       |       |       |       |       | 21    |       |      | 0   |
| 59  | Pavel Dekánek        | Suzuki            |       |       | Ret   |       | 22    |       |       |       |       |       |      | 0   |
| 60  | Helmut Schütz        | Honda             |       |       | 28    | Ret   | Ret   | NQ    |       |       | 23    | Ret   |      | 0   |
| 61  | Bernd Steif          | Honda             |       |       | 23    |       |       |       |       |       |       |       |      | 0   |
| 62  | Rudolf Zeller        | Suzuki            |       |       |       | 24    | NQ    |       |       |       |       |       |      | 0   |
| 63  | Marco Greco          | Honda             |       |       |       |       |       |       |       |       |       |       | 24   | 0   |
| 64  | Claus Wulff          | Suzuki            |       |       |       |       |       |       |       |       |       | 25    | NQ   | 0   |
| 65  | Thomas Lange         | Suzuki            |       |       | 25    |       |       |       |       |       |       |       |      | 0   |
| 66  | Ake Dahli            | Suzuki            |       |       |       |       |       |       |       |       |       | 26    |      | 0   |
| 67  | Josef Doppler        | Honda             |       | Ret   | 27    | Ret   | Ret   |       | Ret   |       |       | Ret   | NQ   | 0   |
| 68  | Philippe Robinet     | Honda             |       |       | 29    |       |       | NQ    |       | Ret   |       |       |      | 0   |
| -   | Armando Errico       | Suzuki            |       | Ret   |       |       | Ret   |       |       |       |       |       | Ret  | 0   |
| -   | Christoph Bürki      | Honda             |       |       |       |       |       |       |       |       | Ret   | Ret   | NQ   | 0   |
| -   | Lars Johansson       | Suzuki            |       |       |       |       |       |       |       |       | Ret   | Ret   |      | 0   |
| -   | Vittorio Scatola     | Paton             |       | Ret   |       |       |       |       |       |       |       |       | Ret  | 0   |
| -   | Dietmar Marehardt    | Honda / Suzuki    |       |       |       | NVC   | NVC   |       | Ret   |       |       |       | NQ   | 0   |
| -   | Massimo Messere      | Honda             |       |       |       |       |       | Ret   |       |       |       |       | NVC  | 0   |
| -   | Vicenzo Cascino      | Suzuki            | NQ    | NQ    | Ret   | NQ    |       |       |       |       |       |       |      | 0   |
| -   | José Parra           | Honda             | NQ    |       | NQ    |       |       |       |       | Ret   |       |       |      | 0   |
| -   | Henny Boermann       | Assmex            |       |       |       |       |       | NQ    |       |       | Ret   |       |      | 0   |
| -   | Bohumil Stasa        | Honda             |       |       | Ret   |       |       | NQ    |       |       |       |       |      | 0   |
| -   | Rolf Aljes           | Honda             |       |       | Ret   |       |       |       |       |       |       |       |      | 0   |
| -   | Bernard Denis        | Suzuki            |       |       |       |       |       |       | Ret   |       |       |       |      | 0   |
| -   | Dennis Ireland       | Suzuki            |       |       |       |       |       |       |       |       | Ret   |       |      | 0   |
| -   | Marco Lucchinelli    | Cagiva            |       | Ret   |       |       |       |       |       |       |       |       |      | 0   |
| -   | Louis-Luc Maisto     | Honda             |       |       |       |       |       |       |       | Ret   |       |       |      | 0   |
| -   | Roger Marshall       | Honda             |       |       |       |       |       |       |       |       | Ret   |       |      | 0   |
| -   | Trevor Nation        | Suzuki            |       |       |       |       |       |       |       |       | Ret   |       |      | 0   |
| -   | Ari Rämö             | Honda             |       |       |       |       |       |       |       |       |       | Ret   |      | 0   |
| -   | Lothar Spiegler      | Suzuki            |       |       |       |       |       |       |       | Ret   |       |       |      | 0   |
| -   | Friedhelm Weber      | EB                |       |       | Ret   |       |       |       |       |       |       |       |      | 0   |
| -   | Josef Ragginger      | Suzuki            |       |       | NQ    |       |       |       |       | NVC   |       |       |      | 0   |
| -   | Stelio Marmaras      | Suzuki            | NQ    |       |       |       |       |       |       | NQ    |       |       | NQ   | 0   |
| -   | Gunnar Bruhn         | Yamaha            |       |       |       |       |       |       |       |       |       | NQ    |      | 0   |
| -   | Pablo Expósito       | Honda             |       |       |       | NQ    |       |       |       |       |       |       |      | 0   |
| -   | Geir Hestmann        | Suzuki            |       |       |       |       |       |       |       |       |       | NQ    |      | 0   |
| -   | Harry Heutmekers     | Suzuki            |       |       |       |       |       |       | NQ    |       |       |       |      | 0   |
| -   | Carlos Morante       | Honda             | NQ    |       |       |       |       |       |       |       |       |       |      | 0   |
| -   | Dimitrios Papandreou | Yamaha            |       |       |       |       | NQ    |       |       |       |       |       |      | 0   |
| -   | Andrés Pérez         | Suzuki            |       |       |       |       |       |       |       |       |       |       | NQ   | 0   |
| -   | Patrick Salles       | Honda             |       |       |       |       |       |       |       |       |       | NQ    |      | 0   |
| -   | Detlef Vogt          | Suzuki            |       |       |       |       | NQ    |       |       |       |       |       |      | 0   |
| Pos | Pilot                | Moto              | ESP · | NAT · | GER · | AUT · | YUG · | NED · | BEL · | FRA · | GBR · | SWE · | SM · | Pts |

| • Llegenda |                                |
| --- | ------------------------------ |
| \| Color \| Resultat \| \| ------- \| --------------------------------- \| \| Or \| Guanyador \| \| Argent \| 2n lloc \| \| Bronze \| 3r lloc \| \| Verd \| Va acabar sumant punts \| \| Blau \| Va acabar sense sumar punts \| \| Blau \| No classificat (NC) \| \| Porpra \| Es retirà (Ret o DNF[a]) \| \| Vermell \| No qualificat (NQ o DNQ[b]) \| \| Vermell \| No pre-qualificat (NPQ o DNPQ[c]) \| \| Negre \| Desqualificat (DSQ) \| \| Blanc \| No va començar (NVC o DNS[d]) \| \| Blanc \| Abandonà (AB o WD[e]) \| \| Blanc \| Retirat per lesió (LES) \| \| Blanc \| Cursa cancel·lada (C) \| \| Gris \| No va entrenar (NE o DNP[f]) \| \| Gris \| No va arribar (NA o DNA[g]) \| \| Gris \| Exclòs (EX) \| Notes 1. 2. 3. 4. 5. 6. 7. En negreta - Pole En cursiva - Volta ràpida |                                |
| Color | Resultat                       |
| Or | Guanyador                      |
| Argent | 2n lloc                        |
| Bronze | 3r lloc                        |
| Verd | Va acabar sumant punts         |
| Blau | Va acabar sense sumar punts    |
| Blau | No classificat (NC)            |
| Porpra | Es retirà (Ret o DNF)          |
| Vermell | No qualificat (NQ o DNQ)       |
| Vermell | No pre-qualificat (NPQ o DNPQ) |
| Negre | Desqualificat (DSQ)            |
| Blanc | No va començar (NVC o DNS)     |
| Blanc | Abandonà (AB o WD)             |
| Blanc | Retirat per lesió (LES)        |
| Blanc | Cursa cancel·lada (C)          |
| Gris | No va entrenar (NE o DNP)      |
| Gris | No va arribar (NA o DNA)       |
| Gris | Exclòs (EX)                    |

| Color   | Resultat                       |
| ------- | ------------------------------ |
| Or      | Guanyador                      |
| Argent  | 2n lloc                        |
| Bronze  | 3r lloc                        |
| Verd    | Va acabar sumant punts         |
| Blau    | Va acabar sense sumar punts    |
| Blau    | No classificat (NC)            |
| Porpra  | Es retirà (Ret o DNF)          |
| Vermell | No qualificat (NQ o DNQ)       |
| Vermell | No pre-qualificat (NPQ o DNPQ) |
| Negre   | Desqualificat (DSQ)            |
| Blanc   | No va començar (NVC o DNS)     |
| Blanc   | Abandonà (AB o WD)             |
| Blanc   | Retirat per lesió (LES)        |
| Blanc   | Cursa cancel·lada (C)          |
| Gris    | No va entrenar (NE o DNP)      |
| Gris    | No va arribar (NA o DNA)       |
| Gris    | Exclòs (EX)                    |

### 250 cc
| Posició | Pilot                | Equip                   | Moto   | Punts | Victòries | Poles | V.Ràp. |
| ------- | -------------------- | ----------------------- | ------ | ----- | --------- | ----- | ------ |
| 1       | Carlos Lavado        | HB Venemotos-Yamaha     | YZR250 | 114   | 6         | 7     | 3      |
| 2       | Sito Pons            | Campsa-Honda            | NSR250 | 108   | 2         |       | 2      |
| 3       | Dominique Sarron     | Rothmans-Honda          | NSR250 | 72    | 1         |       | 1      |
| 4       | Anton Mang           | Rothmans-Honda          | NSR250 | 65    | 1         |       | 1      |
| 5       | Jean-François Baldé  | Katayama-Honda          | NSR250 | 63    |           |       |        |
| 6       | Martin Wimmer        | Marlboro-Yamaha         | YZR250 | 56    |           | 4     | 3      |
| 7       | Jacques Cornu        | Parisienne-Elf-Honda    | RS250  | 32    |           |       |        |
| 8       | Fausto Ricci         | MC Bielle Roventi-Honda | NSR250 | 30    |           |       |        |
| 9       | Tadahiko Taira       | Marlboro-Yamaha         | YZR250 | 28    | 1         |       |        |
| 10      | Donnie McLeod        | Silverstone-Armstrong   | CF250  | 27    |           |       |        |
| 11      | Pierre Bolle         |                         |        | 21    |           |       |        |
| 12      | Carles Cardús        | Campsa-Honda            |        | 17    |           |       |        |
| 13      | Stéphane Mertens     |                         |        | 14    |           |       |        |
| 14      | Virginio Ferrari     | Total-Honda             |        | 14    |           |       |        |
| 15      | Maurizio Vitali      |                         |        | 12    |           |       |        |
| 16      | Reinhold Roth        | HB-Honda                |        | 10    |           |       |        |
| 17      | Alan Carter          |                         |        | 9     |           |       |        |
| 18      | Jean Michel Mattioli |                         |        | 9     |           |       |        |
| 19      | Manfred Herweh       | Aprilia-Rotax           |        | 7     |           |       |        |
| 20      | Jean Foray           |                         |        | 7     |           |       |        |
| 21      | Niall Mackenzie      | Armstrong-Rotax         | CF250  | 4     |           |       |        |
| 22      | Siegfried Minich     |                         |        | 4     |           |       |        |
| 23      | Massimo Matteoni     |                         |        | 2     |           |       |        |
| 24      | Hans Lindner         |                         |        | 1     |           |       |        |

### 125 cc
| Posició | Pilot                | Moto    | Punts | Victòries |
| ------- | -------------------- | ------- | ----- | --------- |
| 1       | Luca Cadalora        | Garelli | 122   | 4         |
| 2       | Fausto Gresini       | Garelli | 114   | 4         |
| 3       | Domenico Brigaglia   | MBA     | 80    | 1         |
| 4       | August Auinger       | Bartol  | 60    | 2         |
| 5       | Ezio Gianola         | MBA     | 57    | 0         |
| 6       | Bruno Kneubühler     | LCR     | 54    | 0         |
| 7       | Lucio Pietroniro     | MBA     | 37    | 0         |
| 8       | Pier Paolo Bianchi   | Seel    | 34    | 0         |
| 9       | Johnny Wickström     | Tunturi | 33    | 0         |
| 10      | Willy Pérez          | Zanella | 26    | 0         |
| 11      | Olivier Liégeois     |         | 21    |           |
| 12      | Thierry Feuz         |         | 19    |           |
| 13      | Ángel Nieto          |         | 15    |           |
| 14      | Paolo Casoli         |         | 14    |           |
| 15      | Gastone Grassetti    |         | 9     |           |
| 16      | Jussi Hautaniemi     |         | 8     |           |
| 17      | Adi Stadler          |         | 6     |           |
| 18      | Alfred Waibel        |         | 5     |           |
| 19      | Hakan Olsson         |         | 5     |           |
| 20      | Andrés Sánchez-Marín |         | 3     |           |
| 21      | Mike Leitner         |         | 2     |           |
| 22      | Esa Kytölä           |         | 2     |           |

### 80 cc
| Posició | Pilot                   | Moto          | Punts | Victòries |
| ------- | ----------------------- | ------------- | ----- | --------- |
| 1       | Jorge Martínez, "Aspar" | Derbi         | 94    | 4         |
| 2       | Manuel Herreros         | Derbi         | 85    | 1         |
| 3       | Stefan Dörflinger       | Krauser       | 82    | 1         |
| 4       | Hans Spaan              | Huvo          | 57    | 0         |
| 5       | Gerhard Waibel          | Real          | 51    | 1         |
| 6       | Ian McConnachie         | Krauser       | 50    | 1         |
| 7       | Ángel Nieto             | Derbi         | 45    | 0         |
| 8       | Pier Paolo Bianchi      | Seel          | 44    | 1         |
| 9       | Josef Fischer           | Krauser       | 13    | 0         |
| 10      | Gerd Kafka              | Krauser       | 9     | 0         |
| 11      | Wilco Zeelenberg        | Casal         | 8     |           |
| 12      | Hubert Abold            |               | 8     |           |
| 13      | Theo Timmer             |               | 6     |           |
| 14      | Joan Ramon Bolart       |               | 6     |           |
| 15      | Rudolf Kunz             |               | 6     |           |
| 16      | Alex Barros             | Rieju, Autisa | 6     |           |
| 17      | Henk Van Kessel         |               | 5     |           |
| 18      | Mingo Gil               |               | 5     |           |
| 19      | Rainer Scheidhauer      |               | 4     |           |
| 20      | Alfred Waibel           |               | 3     |           |
| 21      | Félix Rodríguez         |               | 3     |           |
| 22      | Luis Miguel Reyes       |               | 2     |           |
| 23      | Herri Torrontegui       |               | 1     |           |
| 24      | Salvatore Milano        |               | 1     |           |